# Eutanyacra
Eutanyacra är ett släkte av steklar som beskrevs av Cameron 1903. Eutanyacra ingår i familjen brokparasitsteklar.

## Bildgalleri

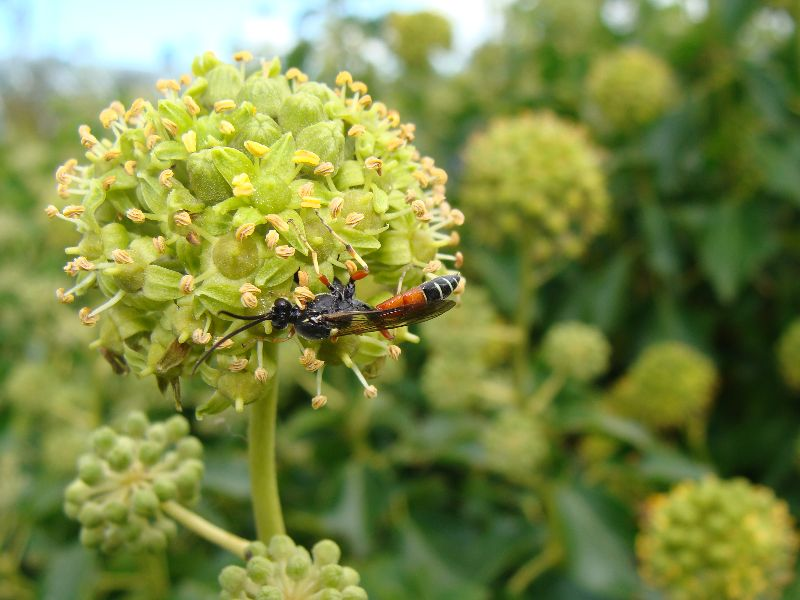

## Dottertaxa tillEutanyacra, i alfabetisk ordning[1][2]
- Eutanyacra abacula
- Eutanyacra alboannulata
- Eutanyacra chillcotti
- Eutanyacra cingulatoria
- Eutanyacra consignata
- Eutanyacra crispatoria
- Eutanyacra declinatoria
- Eutanyacra glaucatoria
- Eutanyacra hiemans
- Eutanyacra improvisa
- Eutanyacra izucara
- Eutanyacra jucunda
- Eutanyacra licitatoria
- Eutanyacra melanotarsis
- Eutanyacra miraculosa
- Eutanyacra munda
- Eutanyacra munifica
- Eutanyacra oppilata
- Eutanyacra pallidicornis
- Eutanyacra pallidicoxis
- Eutanyacra paranda
- Eutanyacra perannulata
- Eutanyacra picta
- Eutanyacra pycnopus
- Eutanyacra rasnitsyni
- Eutanyacra ruficornis
- Eutanyacra saguenayensis
- Eutanyacra solitaria
- Eutanyacra stramineomaculata
- Eutanyacra succincta
- Eutanyacra suturalis
- Eutanyacra trivittata
- Eutanyacra ustzazae
- Eutanyacra valdenigra
- Eutanyacra validiceps
- Eutanyacra vilissima
- Eutanyacra vilissimops